# Pterophanes cyanopterus
El colibrí aliazul (Pterophanes cyanopterus), también llamado alizafiro o alazafiro grande, ala-zafiro grande, colibrí ala azul o gran colibrí es una especie de ave apodiforme de la familia Trochilidae (los colibríes) la única perteneciente al género monotípico Pterophanes. Es nativo de regiones andinas del noroeste y centro oeste de América del Sur.

## Distribución y hábitat
Se distribuye a lo largo de la cordillera de los Andes desde el extremo oeste de Venezuela (en el Páramo de Tamá, Táchira), a través de Colombia, donde ocurre en las tres cordilleras, aunque tal vez más diseminado en los Andes centrales y orientales; hacia el sur por Ecuador (en la pendiente occidental solamente hasta Azuay), en Perú en la pendiente occidental en Cajamarca y en el lado oeste del valle del Marañón al sur hasta La Libertad), y ampliamente diseminado en la pendiente oriental hacia el sur hasta el centro de Bolivia en Cochabamba y extremo oeste de Santa Cruz. En altitudes entre 2600 y 3700 m.
Esta especie puede ser desde rara hasta bastante común en su amplia distribución, en una variedad de hábitats naturales que incluyen selvas húmedas no muy montanas y bordes de bosques pigmeos, bosques nubosos y laderas arbustivas con árboles dispersos en la zona templada cerca del límite del bosque, incluyendo bosques de queñoa Polylepis, pero también laderas con pastizales en zonas húmedas y a veces en zonas bastante secas dentro del páramo. Parece distribuirse fragmentadamente, por lo menos en los hábitats del páramo, lo que sugiere que el uso de los ambientes puede estar fuertemente influenciado por las fuentes preferenciales de alimento.

## Descripción
Es una de las especies más grandes entre los colibríes, llegando a alcanzar los 17 cm de longitud y 10 g de peso. El pico es recto y negro. Es de color verde oscuro brillante con las cobertoras alares azules, la cola levemente furcada verde-oliva oscuro; la hembra tiene la garganta hasta el medio vientre color canela, bordes de rectrices externas y ápices, blancos.

## Alimentación
Se alimenta principalmente del néctar de flores en el estrato bajo a moderado, en la parte externa de enmarañados y arbustos, tanto en vuelo como posado, a veces colgado momentáneamente de las flores. Las principales plantas visitadas son Barnadesia, Bomarea, Inga, Mutisia, Tristerix, Passiflora y Puya; algunas veces de grandes hierbas como Centropogon, Loasa y Siphocampylus. También captura insectos en vuelo.

## Sistemática

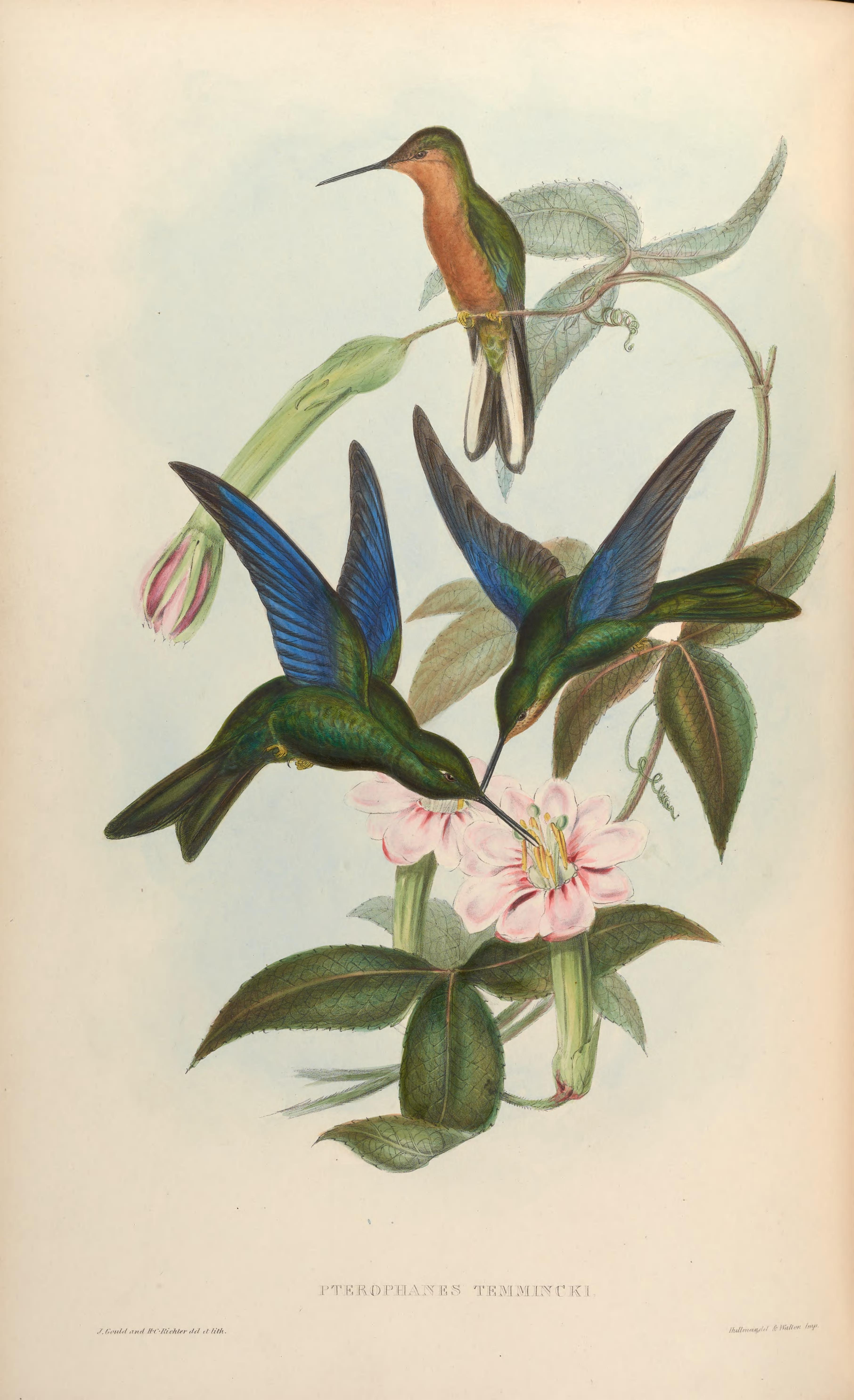
Pterophanes temmincki sinónimo de Pterophanes cyanopterus, ilustración de Gould y Richter en A monograph of the Trochilidae, or family of humming-birds 3, 1861.

### Descripción original
La especie P. cyanopterus fue descrita por primera vez por el ornitólogo británico Louis Fraser en 1840 bajo el nombre científico Trochilus cyanopterus; su localidad tipo es: «Bogotá, Colombia».
El género Pterophanes fue propuesto por el ornitólogo británico John Gould en 1849, la especie tipo designada por monotipia fue Ornismya temminckii Boissonneau, 1840, en realidad un sinónimo de Trochilus cyanopterus, la presente especie.

### Etimología
El nombre genérico masculino «Pterophanes» se compone de las palabras del griego «pteron» que significa ‘alas’, y «phanēs» que significa ‘brillante’; y el nombre de la especie «cyanopterus», proviene del griego «kuanopteros» que significa ‘de alas azules’, compuesto de las palabras «kuanos» que significa ‘azul oscuro’ y «pteros» que significa ‘de alas’.

### Taxonomía
Algunos autores sostienen que las subespecies son dudosamente distinguibles.

### Subespecies
Según las clasificaciones del Congreso Ornitológico Internacional (IOC) y Clements Checklist/eBird  se reconocen tres subespecies, con su correspondiente distribución geográfica:
- Pterophanes cyanopterus cyanopterus (Fraser), 1840 – Andes orientales del norte de Colombia (Norte de Santander, Cundinamarca).
- Pterophanes cyanopterus caeruleus J.T. Zimmer, 1951 – Andes centrales y occidentales de Colombia (desde Tolima al sur hasta Nariño).
- Pterophanes cyanopterus peruvianus Boucard, 1895 – Andes occidentales de Colombia, Ecuador, Perú, hasta el centro de Bolivia (Cochabamba)